# Microsoft Security Essentials
Microsoft Security Essentials (nome in codice Morro) è stato un antivirus freeware creato da Microsoft che difende il computer da virus, spyware, rootkit e trojan. Il programma è disponibile per Windows Vista e 7. Il software è uscito dalla fase beta il 29 settembre 2009 e sostituisce Windows Live OneCare, un servizio a pagamento.
A partire da Windows 8 è stato sostituito da Windows Defender, un antivirus integrato in Windows. In precedenza, Windows Defender rappresentava un semplice antispyware per Windows Vista e 7.

## Sviluppo
Microsoft annunciò Morro il 18 novembre 2008. Il 23 giugno è stata resa disponibile la prima versione beta per 75.000 utenti negli Stati Uniti, Israele e Brasile (attraverso altri siti su internet è possibile il download senza limiti per chiunque) e il 29 settembre 2009 è uscita la versione finale di Microsoft Security Essentials, disponibile in varie lingue tra cui l'italiano. Per l'installazione sono necessari 200 MB di spazio disponibile, connessione internet e VGA.
I requisiti minimi per un utilizzo ottimale varia a seconda del sistema operativo:
- Windows XP un processore da 500 MHz e 256 MB di RAM;
- Windows Vista e Windows 7 un processore da 1 GHz e 512 MB di RAM.

## Caratteristiche
Prima dell'installazione Microsoft Security Essentials controlla se il sistema operativo è una copia valida o pirata. Se in questo caso Windows non è una copia originale, quindi pirata Microsoft Security Essentials, che a sua volta cessa di funzionare dopo un po' di tempo. Non è richiesto alcun dato personale. Il programma non funziona con altri sistemi di protezione attivi e di conseguenza li disattiverà. Gli aggiornamenti avvengono tramite Windows Update, oppure manualmente. Secondo le impostazioni predefinite i file archiviati, i download e le e-mail vengono scansionati (la posta però, a differenza di altri prodotti, non è monitorata in tempo reale-ovvero nell'istante in cui si riceve e/o invia un messaggio-ma solo quando si manipola un allegato o si apre un collegamento ad una pagina web, quindi è un controllo indiretto). I file ritenuti pericolosi vengono messi in quarantena e l'utente può scegliere se eliminarli definitivamente. Permette scansioni veloci (solo le aree critiche ritenute dal sistema tali), complete e personalizzate (le aree selezionate dall'utente). Anche le memorie di massa connesse via USB possono essere comprese nelle scansioni o analizzate soltanto in parte.
Rispetto ai classici sistemi antimalware, Microsoft Security Essentials è, appunto, essenziale non disponendo di tante funzioni e tecniche di scansione.  D'altra parte l'antimalware Microsoft presenza diversi vantaggi: è integrato nel sistema operativo (a differenza di prodotti di terze parti), è leggero (impegna poche risorse, se confrontato con i principali concorrenti) e molto semplice nell'utilizzo.
Le definizioni antimalware erano rinnovate pressoché giornalmente ed insieme anche il motore (client) era sottoposto a periodici aggiornamenti.

### Fine vita
A gennaio 2023 Microsoft Security Essentials è ancora disponibile per il download sul relativo sito, sebbene Microsoft avverta che l'aggiornamentio delle firme (compreso il motore) è terminato, dato che il supporto a Windows 7 si è concluso il 14 gennaio 2020 e il programma Extended (ESU) il 9 gennaio 2023.

## Critiche
In un articolo del The Washington Post, Brian Krebs ha evidenziato che M.S.E. usa 4 megabyte di RAM durante la scansione e richiede da 10 a 45 minuti su Windows 7.
PC Magazine ha evidenziato che l'installazione completa richiede 110 MB e l'aggiornamento iniziale dai 5 ai 15 minuti. La scansione di un pc completamente privo di virus richiede 35 minuti, ma la ricerca su un sistema infettato può richiedere più di un'ora. Durante il primo test (scansione su richiesta), M.S.E. beta ha trovato l'89% dei malware installati, ma solamente il 30% dei keylogger e il 63% dei rootkit. Nella seconda simulazione (protezione in tempo reale) i risultati sono variati rispettivamente in 83%, 40% e 78%.
È stato scoperto che «l'antivirus di Microsoft non riattiva il firewall di Windows dopo che è stato disattivato da alcuni programmi ostili» e che, al contrario di altri antivirus, non riconosce i virus in base al comportamento anomalo della macchina («connessioni anomale, cancellazioni o scritture in aree sensibili del sistema operativo») ma utilizzando un database di minacce riconosciute che richiede un costante aggiornamento.
Il 30 settembre 2011, Microsoft ha distribuito un aggiornamento delle definizioni virus, (1.113.656.0) che riconosce come un falso positivo (PSW: Win32/Zbot) il browser Google Chrome eliminandolo dal sistema e inibendone la reinstallazione, nonostante la si scarichi dal sito ufficiale di Google. L'evento ha scatenato la delusione di moltissimi utenti. Poche ore dopo l'accaduto, la società ha provveduto a fornire un ulteriore aggiornamento delle definizioni, che risolve il problema.